# Ctiměřice
Ctiměřice település Csehországban, a Mladá Boleslav-i járásban. Ctiměřice Březno, Dobrovice és Semčice településekkel határos. Lakosainak száma 143 fő (2024. január 1.).

## Népesség
A település lakosságának változását az alábbi diagram mutatja:
| Lakosok száma | 152  | 153  | 209  | 142  | 92   | 93   | 140  | 142  | 138  | 143  |
|               | 1869 | 1890 | 1921 | 1950 | 1980 | 2001 | 2017 | 2019 | 2022 | 2024 |